# Ordem compósita

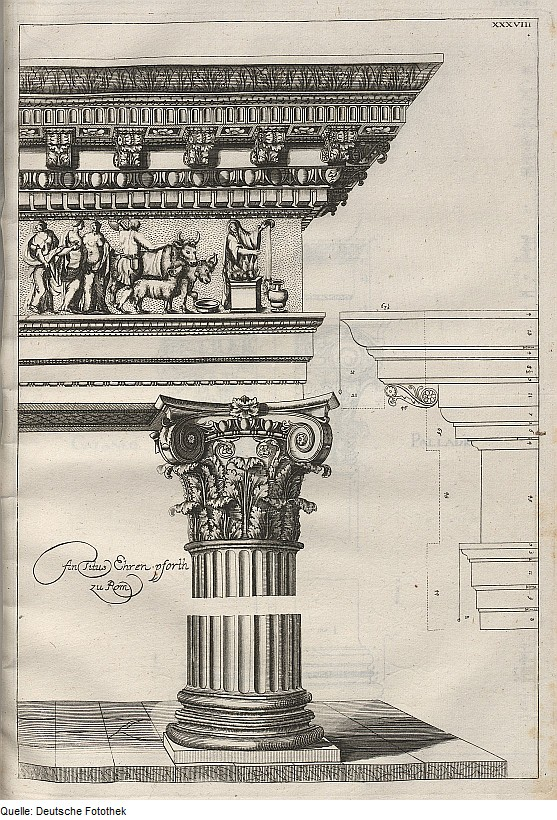
Ilustração da ordem compósita, feita em 1695 e mantida na Deutsche Fotothek.

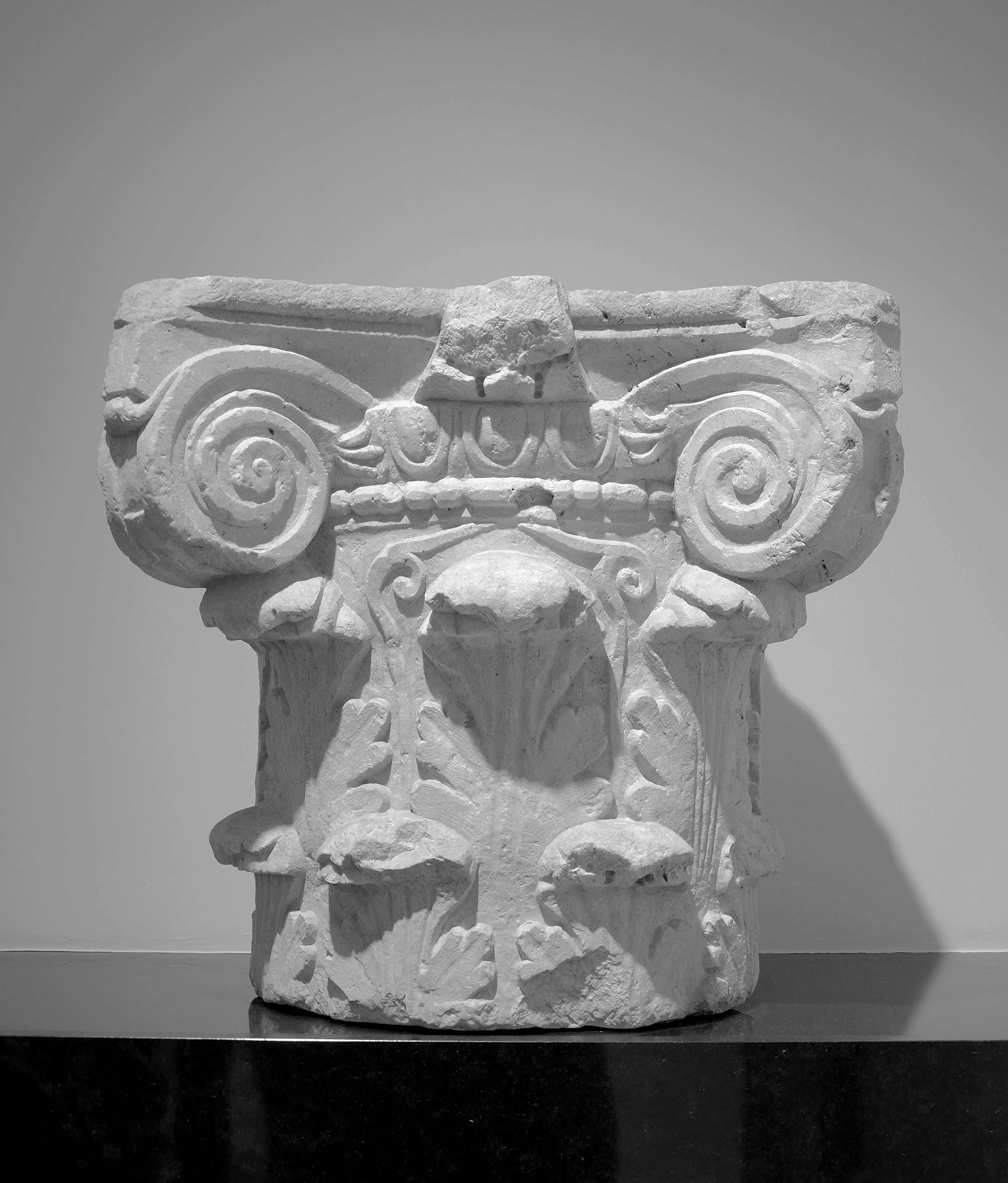
Capitel em estilo compósita no Museu de Toronto, Itália.

A ordem compósita é uma ordem mista da arquitetura clássica combinando as volutas do capitel de ordem jônica com as folhas de acanto da ordem coríntia. Em muitas versões, as volutas de ordem compósita são maiores, no entanto, e geralmente há algum ornamento colocado centralmente entre as volutas. A coluna da ordem compósita tem tipicamente dez diâmetros de altura, embora, como em todas as ordens, esses detalhes possam ser ajustados pelo arquiteto para determinados edifícios. A ordem compósita é essencialmente tratada como a coríntia, exceto o capitel, sem grandes diferenças acima ou abaixo da capitel.
A ordem compósita não é encontrada na arquitetura grega antiga e até ao Renascimento não foi classificada como uma ordem isolada. Em vez disso, foi considerado uma forma imperial romana da ordem coríntia. Embora o Arco de Tito , no fórum de Roma e construído em 82 dC, seja às vezes citado como o primeiro exemplo sobrevivente proeminente de uma ordem compósita, a ordem provavelmente foi inventada "um pouco antes do reinado de Augusto , e certamente bem explorada". antes da sua morte, a mesma época em que a versão romana de Corinto estava a ser estabelecida."
Com a ordem toscana, uma versão simplificada da ordem dórica, também encontrada na arquitetura romana antiga, mas não incluída por Vitrúvio nas suas três ordens, a ordem compósita foi adicionada por escritores renascentistas para formar cinco ordens clássicas. Sebastiano Serlio (1475–1554) publicou o seu livro I Sette libri dell'architettura em 1537, no qual foi o segundo a mencionar a ordem compósita como a sua própria ordem e não apenas como uma evolução da ordem coríntia, como sugerido anteriormente por Leon Battista Alberti. Leon Battista Alberti no seu tratado De re aedificatoria, menciona a ordem compósita, chamando-a de "Itálica". 
Até o período do Renascimento a ordem foi considerada uma versão tardia do coríntio. Trata-se de um estilo misto em que se inserem no capitel as volutas do jónico e as folhas de acanto do coríntio. A coluna tem dez módulos de altura.

## Exemplares
Donato Bramante (1444–1514) usou a ordem compósita na segunda ordem do claustro de Santa Maria della Pace , em Roma. Para a primeira ordem, foi usada a ordem jônica. Francesco Borromini (1599–1667) desenvolveu a ordem compósita em San Carlo alle Quattro Fontane, Roma (1638). O interior da igreja tem 16 colunas comósitas. As colunas portantes colocadas sob os arcos têm volutas invertidas. Essa escolha foi muito criticada na época, julgando-se ter sido por desconhecimento das ordens vitruvianas que o levou a sua decisão.
As volutas invertidas também podem ser vistas no Oratorio dei Filippini de Borromini na ordem inferior. Aí a polêmica foi ainda maior, visto que Borromini também retirou as folhas de acanto, deixando um capitel nu.
Romano
- Arco de Tito, Rome
- Arco de Septimius Severus, Rome
- Santa Costanza, Roma, interior, meados do século IV

Moderna
- Spedale degli Innocenti, Florença, 1421, Filippo Brunelleschi
- Palazzo Valmarana, Vicenza, 1565, Andrea Palladio
- Palazzo del Capitaniato, Vicenza, 1571–1572, Andrea Palladio
- Lescot Wing, Palácio do Louvre, Paris
- Igreja do Gesù, Roma
- Easton Neston, Inglaterra, c. 1700
- Palazzo Madama, Turin, c. 1720, Filippo Juvarra
- Arquibasílica de São João de Latrão
- Somerset House, Londres, 1776, William Chambers
- Arco do triunfo de Narva, Saint Petersburg, 1814
- Ethnographic Museum (antigo Palácio da Justiça), Budapeste
- Alabama Governor's Mansion, 1907